# Monodontium
Monodontium là một chi nhện trong họ Barychelidae.

## Các loài
Het geslacht kent de volgende soorten:
- Monodontium bukittimah Raven, 2008
- Monodontium malkini Raven, 2008
- Monodontium mutabile Kulczyński, 1908
- Monodontium sarawak Raven, 2008
- Monodontium tetrathela Kulczyński, 1908